# Organoskandité sloučeniny
Organoskandité sloučeniny jsou organické sloučeniny, v jejichž molekulách se nachází jeden či více atomů skandia, hlavně sloučeniny, ve kterých je skandium přímo vázáno na uhlík (v molekule je tedy přítomna nejméně jedna vazba C-Sc, C=Sc nebo C≡Sc). Jejich vlastnostmi a využitím se zabývá organoskanditá chemie. Tyto sloučeniny jsou předmětem zájmu především na akademické úrovni, ovšem několik z nich se také využívá v praxi při katalýze, obzvláště u polymerizačních reakcí. Obvyklým prekurzorem organoskanditých sloučenin je chlorid skanditý.
Podobně jako u ostatních kovů 3. skupiny periodické tabulky, jako je například yttrium, jenž vytváří organoyttrité sloučeniny, a lanthanoidů je hlavní oxidační číslo skandia v organokovových sloučeninách +3 (elektronová konfigurace je [Ar] 3d14s2). Tyto prvky mají taktéž velké iontové poloměry (88 pm u Sc3+ oproti 67 pm u Al3+) a soli jejich iontů jsou tak tvrdými Lewisovými kyselinami. Rovněž mají sklon k vysokým koordinačním číslům (9 až 12). Vazba mezi kovem a ligandem je silně iontová.

## Ligandy
Většina používaných organoskanditých sloučenin má nejméně jeden cyklopentadienylový (Cp) ligand. Nejčastějšími typy těchto sloučenin jsou CpScX2, Cp2ScX a Cp3Sc. Mononukleární sloučeniny mají omezené využití a díky slabému sterickému stínění jsou náchylné k nukleofilním adicím.
Cp2ScCl se dá připravit z cyklopentadienidu sodného:
ScCl3 + 2NaCp → ScCp2Cl + 2 NaCl
Chlor může být nahrazen hostitelem jiných ligandů, například allylovou skupinou, reakcí s allylmagesiumbromidem:
ScCp2Cl + C3H5MgBr → ScCp2(η3-C3H5) + MgClBr
Sloučeniny Cp2ScX jsou dimerní, přičemž X vytváří můstkový ligand. Dimerizaci lze zabránit použitím koordinujícího rozpouštědla, například THF nebo MeCN, případně nahrazením Cp skupiny objemnějším ligandem, jakým je například Cp* skupina. Sloučenina Cp*2ScCl vytváří stabilní monomer.
Trinukleární sloučeninu ScCp3 je také možné připravit z NaCp:
ScCl3 + 3 NaCp → ScCp3 + 3 NaCl
Tato sloučenina je citlivá na vzduch a vlhkost a tvoří dlouhé řetězce s jednou můstkovou Cp skupinou a dvěma pentahapto Cp skupinami. Řetězec lze rozložit přídavkem nadbytku koordinujícího rozpouštědla.
Byla popsána příprava tris(allyl)skandia reakcí ScCl3 s allyldraslíkem v tetrahydrofuranu. U Sc(C3H5)3(THF)2 jsou dva allylové ligandy η3 koordinovány a jeden je η1 koordinován.